# David Clark (aviron)
Pour les articles homonymes, voir David Clark et Clark.
David Robert Clark est un rameur américain né le 17 novembre 1959 à Saint-Louis (Missouri).

## Biographie
David Clark a participé à l'épreuve de quatre sans barreur aux Jeux olympiques d'été de 1984 à Los Angeles avec comme partenaires Jonathan Smith, Phillip Stekl et Alan Forney. Les quatre Américains ont remporté la médaille d'argent.